# Mastobranchus variabilis
Mastobranchus variabilis är en ringmaskart som beskrevs av Ewing 1984. Mastobranchus variabilis ingår i släktet Mastobranchus och familjen Capitellidae.
Artens utbredningsområde är Mexikanska golfen. Inga underarter finns listade i Catalogue of Life.